# Visita de Fidel Castro a Chile en 1971
La visita de Fidel Castro a Chile en 1971 fue uno de los hitos más relevantes durante el gobierno de la Unidad Popular. El líder de la revolución cubana visitó por primera vez Chile entre el 10 de noviembre, día en que fue recibido por Allende en el Aeropuerto de Santiago, y el 4 de diciembre de ese año, cuando dejó el país dos días después de su discurso de despedida en el Estadio Nacional. Durante la visita, que se extendió durante más de tres semanas, se establecieron las bases de cooperación mutua entre los procesos políticos liderados por Salvador Allende y Fidel Castro, la que a mediano plazo sería decisiva para el progreso del socialismo en Chile.

## Antecedentes

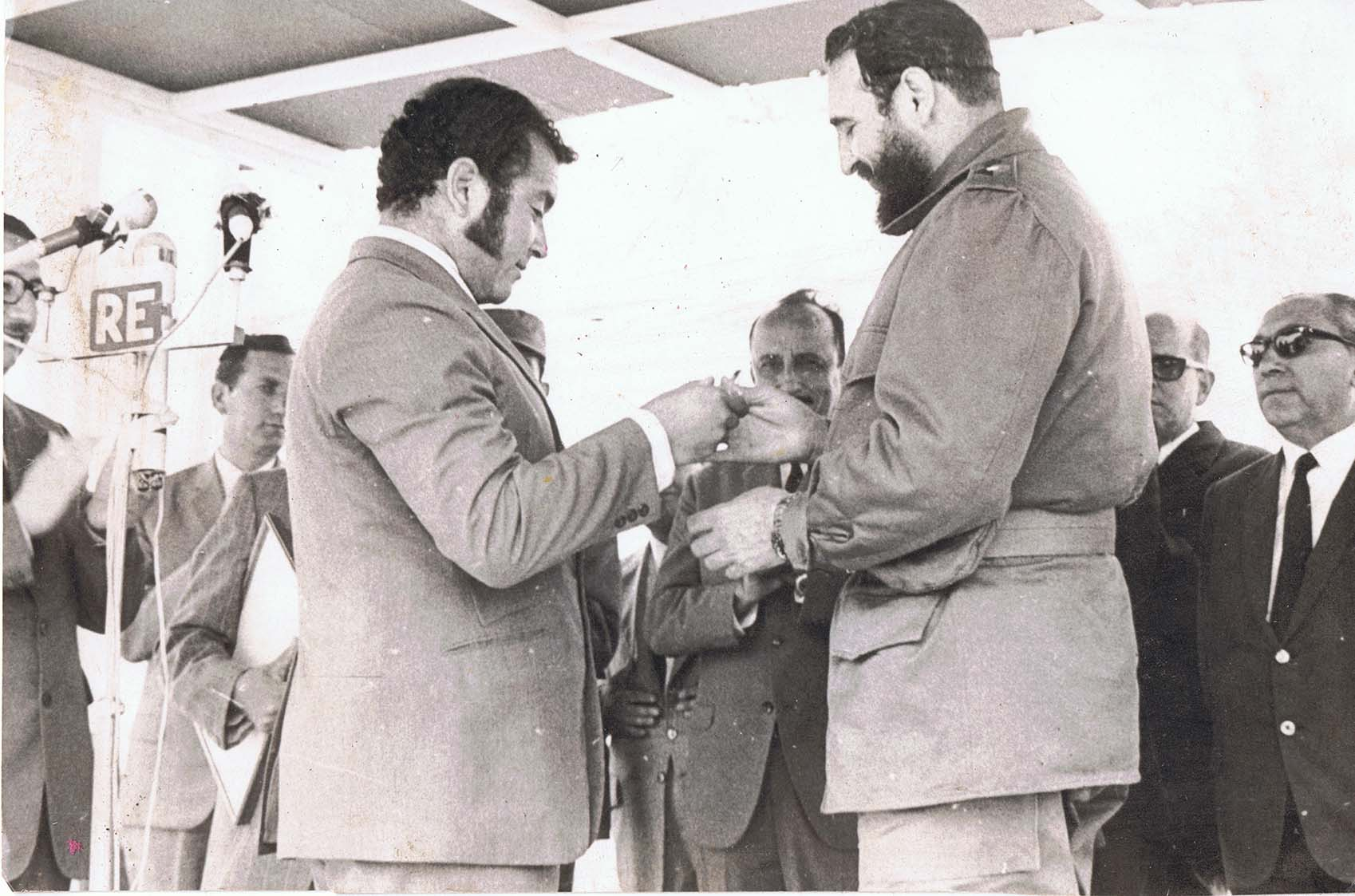
Castro con el alcalde de Antofagasta Germán Miric Vega.

En 1970, el recién asumido presidente de Chile Salvador Allende, militante del Partido Socialista, restauró las relaciones diplomáticas de ese país con Cuba, las cuales estaban interrumpidas desde 1964. En enero de 1971, el gobierno cubano comunicó que el primer ministro y primer secretario del Comité Central del Partido Comunista de Cuba, Fidel Castro, visitaría Chile. Como un gesto de buena voluntad, a petición de los comunistas chilenos el gobierno cubano liberó al político socialista Aníbal Escalante, arrestado en 1968 por el caso de la microfracción.
El 8 de noviembre de 1971 la embajada de Cuba en Chile comunicó al Ministerio de Relaciones Exteriores chileno que la comitiva cubana arribaría dos días más tarde, el 10 de noviembre, a las 17:00 hora chilena, y que la visita se extendería por diez días.
Castro llegó en un avión Ilyushin Il-62 al Aeropuerto de Pudahuel, en Santiago, siendo recibido por Allende. La delegación de Cuba estaba compuesta por 45 personas, entre los que había funcionarios de gobierno, efectivos de la seguridad, personal médico y «tropa de choque» camuflada como reporteros y periodistas. Entre los altos funcionarios cubanos que visitaron Chile estaban Armando Hart; los comandantes Pedro Miret Prieto (ministro de Minería), Belarmino Castilla Mas (ministro de Educación) y Arnaldo Ochoa Sánchez (jefe del Ejército de La Habana); José Abrahantes Fernández (viceministro del Interior); Mario García Incháustegui (embajador en Chile); Roberto Meléndez (director de Protocolo); y José Miyar Barruecos (rector de la Universidad de La Habana).

## Itinerario

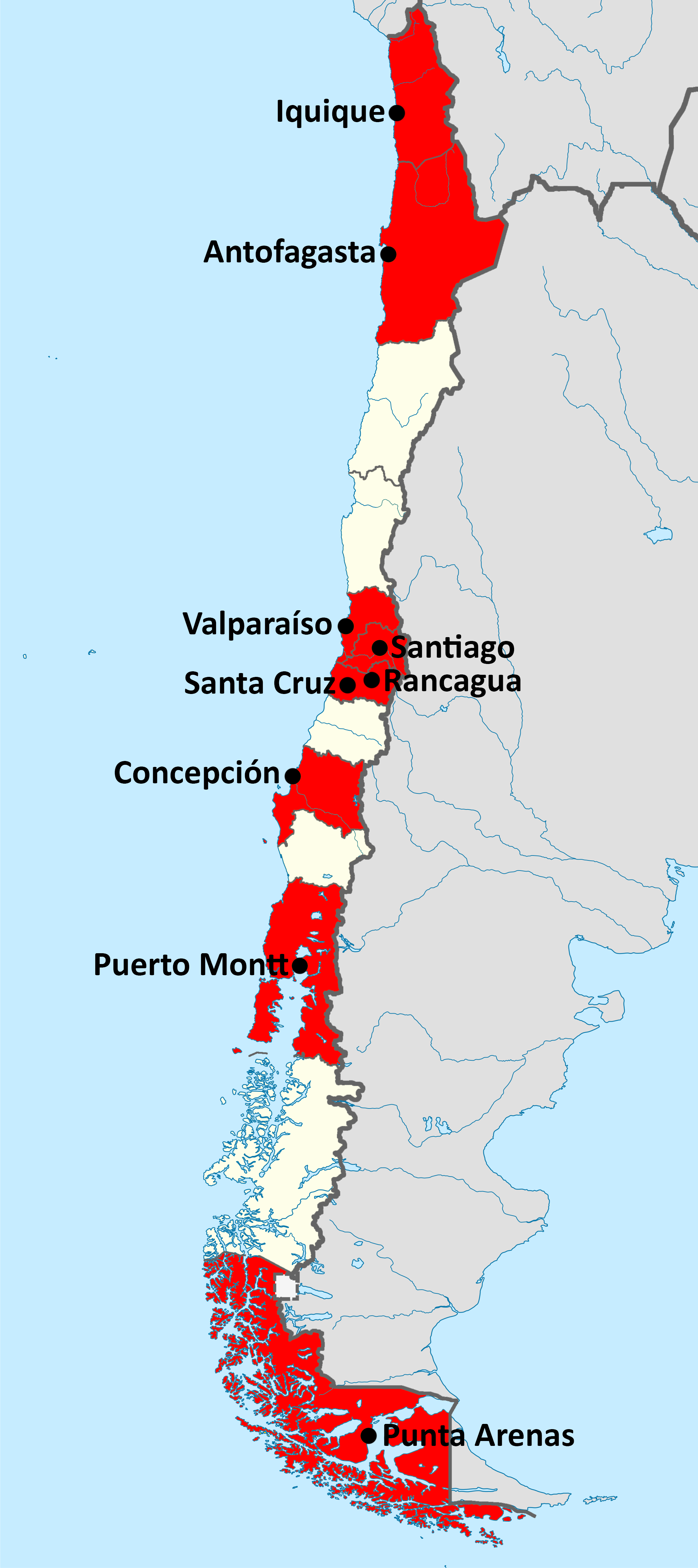
Mapa con la ubicación de las ciudades que visitó Fidel Castro en Chile.

Durante los 24 días que Castro permaneció en Chile, recorrió ciudades del norte, centro y sur del país, donde fue recibido por masivas concentraciones de personas, visitó fábricas, minas y oficinas salitreras y diversos centros universitarios, siendo el más emblemático su encuentro con jóvenes militantes en la Universidad de Concepción.
| Fecha              | Ciudad       | Actividades |
| ------------------ | ------------ | --- |
| 10 de noviembre    | Santiago     | Bienvenida en el Aeropuerto de Pudahuel, recorrido por la ciudad de Santiago. Reunión con el presidente Salvador Allende en la casa de Tomás Moro.                 |
| 11 de noviembre    | Santiago     | Reunión con el presidente Salvador Allende en el Palacio de La Moneda.                                                                                             |
| 12 de noviembre    | Antofagasta  | Acto en la Plaza Colón de Antofagasta y concentración en el estadio Sokol.                                                                                         |
| 13 de noviembre    | Antofagasta  | Visita a Tocopilla y a las oficinas salitreras Pedro de Valdivia y María Elena.                                                                                    |
| 14-15 de noviembre | Antofagasta  | Visita a la mina de Chuquicamata. |
| 16 de noviembre    | Iquique      | Mensaje a pescadores. Visita a astilleros, puerto e industrias. Concentración en la Plaza Prat.                                                                    |
| 17 de noviembre    | Concepción   | Concentraciones en el Estadio Municipal y la planta siderúrgica de Huachipato.                                                                                     |
| 18 de noviembre    | Concepción   | Conversación con estudiantes de la Universidad de Concepción. Concentraciones en Playa Blanca (Lota) y Tomé.                                                       |
| 18 de noviembre    | Puerto Montt | Visita a la ciudad junto con el presidente Salvador Allende. |
| 19 de noviembre    | Puerto Montt | Acto militar. |
| 20-21 de noviembre | Punta Arenas | Visita a la ciudad junto con el presidente Salvador Allende. Discurso en el Centro Ovino de Río Verde.                                                             |
| 22 de noviembre    | Punta Arenas | Encuentro con trabajadores petroleros en Tierra del Fuego. |
| 24 de noviembre    | Rancagua     | Visita a la mina El Teniente, Caletones y Coya. Discurso ante mineros en la Plaza O'Higgins de Sewell. Visita a la ciudad de Rancagua y acto en el Estadio Braden. |
| 25 de noviembre    | Santa Cruz   | Almuerzo con trabajadores campesinos. |
| 25 de noviembre    | Santiago     | Discurso en la municipalidad de Santiago. |
| 28 de noviembre    | Santiago     | Visita a San Miguel. Acto en el monumento al Che Guevara. |
| 29 de noviembre    | Santiago     | Discurso en la sede de la CEPAL, diálogo con estudiantes de la Universidad Técnica del Estado y concentración en el Estadio Santa Laura.                           |
| 30 de noviembre    | Valparaíso   | Concentración en la Plaza Sotomayor. |
| 2 de diciembre     | Santiago     | Encuentro de despedida en el Estadio Nacional de Chile. |
| 3 de diciembre     | Santiago     | Conferencia de prensa. |
| 4 de diciembre     | Santiago     | Despegue de la comitiva cubana desde Pudahuel. |

## Controversias
Durante la visita de Fidel Castro a Chile, el diario Tribuna (perteneciente al Partido Nacional) insinuaba de manera peyorativa que tanto Salvador Allende como el líder cubano eran homosexuales, especialmente luego de que Clarín publicara el 16 de noviembre de 1971 una fotografía de Castro abrazado con el secretario general de Gobierno, Jaime Suárez Bastidas, al finalizar un partido de baloncesto en María Elena. Mediante titulares de doble sentido como «Picos cordilleranos impresionaron a Fidel», «Fidel es un hijo de Punta Arenas. Ayer atracaron Castro y Chicho» o «Allende y Fidel navegan en los canales del sur: sobre las olas es la cosa ahora» y la publicación de la foto en cuestión en todas sus ediciones durante la visita del primer ministro cubano, Tribuna utilizó la homosexualidad como burla hacia Castro y Allende. La fotografía de Castro y Suárez fue utilizada nuevamente por parte de la derecha como elemento peyorativo hacia los homosexuales en la campaña del plebiscito de 1988, mediante volantes con la leyenda «Para que no vuelvan las colas ni los colas» y su aparición en la franja televisiva de la opción «Sí», que defendía la continuidad del dictador Augusto Pinochet.